# Murder!
Murder! (en España: Asesinato) es una película británica de 1930, del género suspense, dirigida por Alfred Hitchcock y protagonizada por Herbert Marshall y Norah Baring. El filme está basado en la novela Enter Sir John de Clemence Dane y Helen Simpson.

## Sinopsis
Una mujer es detenida y acusada de asesinato. Todos los miembros del jurado popular que la juzga creen en su culpabilidad, excepto uno de ellos, un hombre que hará todo lo que pueda por defender su inocencia.

## Reparto
- Herbert Marshall: Sir John Menier
- Norah Baring: Diana Baring
- Phyllis Konstam: Doucie Markham
- Edward Chapman: Ted Markham
- Miles Mander: Gordon Druce
- Esme Percy: Handel Fane
- Donald Calthrop: Ion Stewart
- Amy Brandon Thomas: Abogado defensor
- S.J. Warmington: Bennett
- Una O'Connor: Sra. Grogram